# Martina Šestáková
Martina Šestáková (rozená Darmovzalová) (* 12. října 1978 Valtice) je česká trojskokanka, pocházející z Lanžhota. Je sedminásobnou mistryní republiky v trojskoku (2002–2008) a členkou TJ Lokomotiva Břeclav pod vedením svého osobního trenéra Michala Pogányho. 
Šestáková reprezentovala Českou republiku na Letních olympijských hrách 2008 v Pekingu, kde závodila v trojskoku žen. Bohužel nezískala svou nejlepší známku v kvalifikačních kolech poté, co nedokázala skočit na určitou vzdálenost ve třech po sobě jdoucích pokusech.